# James Rachels
James Rachels (30 de Maio de 1941 – 5 de Setembro de 2003) foi um filósofo estadunidense, especializado em ética e direitos animais.